# Шрі Ранга III
Шрі Ранга III (*д/н — 1678/1681) — останній магараджахіраджа (цар царів) Віджаянагарської імперії у 1642—1678/1681 роках (фактично до 1652 року).

## Життєпис

### Молоді роки
Відомостей про молоді роки обмаль. Замолоду відомий як Рангарая. 1632 року підтримав свого стрийка — магараджахіраджу Венкатапаті III — проти узурпатора Тхіммараджи. Зрештою очолив імперську армія, а 1635 року за підтримки голландців в битві біля Пулікату завдав поразки Тхіммараджи, що припинив боротьбу.
1638 року повстав проти стрийка, отримавши допомогу від біджапурського султана Мухаммада Аділ-шаха. В результаті Венкатапаті III поступився Бангалором і Майсуром Рангараї, а султану передав Малабарське узбереження. 1641 року знову повстав проти Венкатапаті III. Цим скористався голкондський султан Абдулла Кутб-шах, що також вдерся до імперії. Зрештою в жовтні 1642 року магараджахіраджа помер, а трон зайняв Шрі Ранга III.

### Панування
Опинився в складні ситуації в умовах тиску Голкондського султанату, невдоволення Дамерла Венкатадрі, наяк Калахасті, та Рамакрішнанаппанауду, наяк Гінгі, які до кінця залишалися вірними Венкатапаті III та вважали причетними до успішного вторгнення біджапурського султанату і втрати важливих володінь.
У 1644 році султан Абдулла Кутб-шах знову вдерся до кордонів імперії, але Шрі Ранга III відбив напад. Він вирішив спиратися на допомогу Англійської Ост-Індської компанії, якій надав додаткові пільги, а також місто у Чандрагірі, яке відібрав в раджи Магалі.
У 1646 році зібрав велике військо, з яким виступив проти Голкондського султанату, але не досяг швидких успіхів. Внаслідок цього війна затягнулася. В неї втрутився біджапурський султан Мухаммад Аділ-шах. 1649 року Тірумала, наяк Мадураю, як васал останнього, виступив проти магарджахіраджи. Втім тому шлях перетнув Рамакрішнанаппанауду, наяк Гінгі, внаслідок чого військо Мадураю повстало проти Тірумали. Але водночас війська біджапури і Голконди спільно атакували Рамакрішнанаппанауду, що зазнав поразки і загинув. Шрі Ранга III втратив потужного васала.
В результаті поступово став втрачати владу. 1652 році його володіння обмежувалися фортецею Веллор. Її захоплення військом Голконди призвело до втечі Шрі Ранга III до міста Чіттур, яке вдалося відбити за допомоги Шиваппи, наяка Іккері. Невдовзі на бік магараджахіраджи перейшов Кантірава Нарасараджа I, магараджа Майсуру, який вів тривалу війну проти наяка Тірумали.
З 1672 року був номінальним правителем, його володіння охоплювали територію маленького князівства. Помер між 1678 або 1681 роками. Цим офіційно припинила існування віджаянагарська імперія.